# Museo del Oro Nariño
Museo del Oro Nariño – Banco de la República, inaugurado en 1984 y reinaugurado el 9 de diciembre de 2016, presenta una mirada contemporánea sobre las sociedades prehispánicas de la región de Pasto. Adicionalmente, trata el periodo colonial y la diversidad cultural que fomentó la llegada de otros pueblos indígenas, africanos y europeos a la zona.

## Exhibiciones
El museo contiene 432 piezas de oro, cerámica, líticos, concha, maderas y tejidos correspondientes a las culturas Tusa y Capulí. Además, el museo propone programas de visitas guiadas, encuentro con docentes y familias, talleres formativos e informativos y nueve maletas didácticas que contienen réplicas de las culturas indígenas de Colombia, lo que facilita a los colegios y escuelas que deseen dinamizar la multiplicación del conocimiento acerca de nuestras raíces ancestrales.